# Casa Eden
Casa Eden è un film italiano del 2004 diretto da Fabio Bonzi.

## Trama
Sicilia, anni cinquanta. Due sorelle, Marisa e Rosa, vivono in un piccolo paese di campagna dove gestiscono senza troppi problemi una piccola casa di tolleranza non autorizzata. Marisa si innamora di Rocco, un guappo con amicizie nella camorra, e lui la convince ad ampliare l'attività, ma l'approvazione della legge Merlin sconvolge i piani delle due sorelle.